# Bernard Haussoullier
Bernard Haussoullier (Paris, 11 septembre 1853 - Saint-Prix, 25 juillet 1926) est un helléniste, épigraphiste et archéologue français.

## Biographie
Élève de l'École normale supérieure, membre de l'École française d'Athènes (1876-1880), il effectue en 1878-1879 une mission en Crète où il relève deux nouveaux fragments de la loi de Gortyne.
Maître de conférences à la Faculté des lettres de Caen (1880-1883), professeur suppléant à l'Université de Bordeaux, il devient maître de conférences à l’École pratique des hautes études pour les antiquités grecques en 1885. Directeur de la Revue de philologie, de littérature et d'histoire anciennes, il dirige les fouilles du temple d'Apollon à Didymes avec Emmanuel Pontremoli de 1891 à 1896.
Ami de Jean-Vincent Scheil, il édite l'osselet de bronze offert en ex-voto à Apollon didymien par deux habitants de Milet qui fut ravi comme récompense de guerre par Darius et retrouvé à Suse. Par ailleurs, Bernard Haussoullier collabore avec les chercheurs américains pour l'étude des inscriptions lydiennes et avec Harald Ingholdt, à celle des inscriptions grecques de Syrie.
Il est élu membre de l'Académie des inscriptions et belles-lettres en 1905.

## Travaux
- Inscriptions de Chios, in Bulletin de correspondance hellénique, 1879
- Quomodo sepulcra Tanagraei decoraverint, 1884
- Le Dème d'Éleusis, 1886
- La Vie municipale en Attique. Essai sur l’organisation des dèmes au IVe siècle, 2 vol., 1888-1891 et 1896-1903
- Recueil des inscriptions juridiques grecques, avec Georges Mathieu, 2 vols, 1891-1904
- Grèce, Collection des guides Joanne, 1896
- Didymes. Fouilles de 1895 à 1896, avec E. Pontremoli, 1904
- Études sur l'histoire de Milet et du Didyméion, 1905
- Rapport sur les travaux des Écoles d'Athènes et de Rome en 1908, 1909
- Traité entre Delphes et Pellana, 1917
- Aristote, Constitution d’Athènes, Paris, Belles Lettres, coll. « Budé », 2003 (1922), avec Georges Mathieu.

## Distinctions
- Officier de la Légion d'honneur (décret du 31 janvier 1923). Il est fait officier par Paul Foucart le 9 février 1923.